# フライデーナイトファイト
『フライデーナイトファイト』（ESPN Friday Night Fights）は、米国のスポーツ専門チャンネル・ESPN2が放送していたボクシング中継番組である。番組の正式名称はヘアカラーリング剤会社がスポンサーのため『ESPN Friday Night Fights Presented By Just For Men Haircolor』であった。NFLがシーズンオフの1月から8月までの約8ヶ月間に期間限定で放送していた。
同局はまたこの番組から派生したボクシング中継番組『Tuesday Night Fights』と『Wednesday Night Fights』を一時期放送していたこともあった。

## 番組概要
1982年よりUSAネットワークで放送されていた『チューズデー・ナイト・ファイト』(Tuesday Night Fights、1982年10月 - 1998年8月)の後番組として1998年よりESPN2で放送開始した。
2006年シーズンには平均視聴率が60万人以上に達しシーズン最高平均視聴率を記録していたが、2013年シーズンには番組放送開始以来最も低い34万9千人を記録し下降傾向にあった。
国内・北米のタイトルマッチやオリンピックメダリストのデビュー戦など、全米各地の小規模な興行を中心に、約8ヶ月の間に25〜30興行放送していた。番組から世界王者を数多く輩出しており、極稀に世界タイトルマッチが組まれることもあった。また、女子の世界タイトルマッチを中継していたこともあった。
通常は1番組で3試合を中継。試合の合間にはボクシングニュースやボクシング関係者のインタビューを放送し、メインイベントの前には、出場する選手が使うべきテクニック及び戦略をトレーナーでもあるテディ・アトラスがコミカルな寸劇を交えて解説・実演する映像を放送していた。
日本ではESPNと提携していたJ SPORTSが『S.X.Bプロボクシング』(後に「エクストリーム・ボクシング」と改名)として隔週月曜日21時より年間30試合程放送していたが、2011年9月30日をもって放送を終了した。当初はスポーツ・アイESPN時代に新日本プロレスの穴埋めとして実験的に放送していたものである。

### 出来事
2014年1月29日、1回戦が6ラウンド、準決勝が8ラウンド、決勝が10ラウンドの8人制トーナメント「Boxcino 2014」を、2月21日から5月23日にかけてライト級とミドル級で開催することが発表され、5月23日にミドル級はウィリー・モンロー・ジュニア、ライト級はピーター・ペトロフが優勝を果たした。
2014年5月10日、ロサンゼルスのガーレン・センターで行われたクリス・アレオーラVSバーメイン・スタイバーンのWBC世界ヘビー級王座決定戦を土曜日ながら急遽特番として放送。94万人の平均視聴率を稼ぎだした。
2015年5月22日、番組最後となった放送で、8人制トーナメント「Boxcino 2015」の決勝戦を中継。ヘビー級はアンドレイ・フェドソフ、スーパーウェルター級はジョン・トンプソンが優勝を果たし、17年間の番組に幕を下ろした。